# Liste von Dateinamenserweiterungen/I
In dieser Liste sind übliche Dateinamenserweiterungen aufgelistet, die in einigen Betriebssystemen zur Unterscheidung von Dateiformaten verwendet werden. In anderen Betriebssystemen erfolgt die Dateitypenidentifikation hauptsächlich über den Dateivorspann und bei E-Mail-Anhängen hat der MIME-Type eine größere Bedeutung als die Dateinamenserweiterung. Systeme, die nach den beiden letztgenannten Vorgehensweisen verfahren, ignorieren die Erweiterung meist vollständig. 
| Dateinamenserweiterung | MIME-Typ                                            | Vollständiger Name                                                                 | Bemerkungen, Verwendung                                                                                     |
| ---------------------- | --------------------------------------------------- | ---------------------------------------------------------------------------------- | --- |
| .i                     |                                                     | Intermediate                                                                       | Borland C++                                                                                                 |
| .iaf                   |                                                     |                                                                                    | E-Mail-Konten Sicherungsdatei von Microsoft Outlook und Outlook Express                                     |
| .iam                   |                                                     | Inventor Assembly                                                                  | Autodesk Inventor Baugruppe (3D-CAD für den Maschinenbau)                                                   |
| .ian                   |                                                     | Textdatei                                                                          | Sterling Software Groundworks COOL Business Team Model                                                      |
| .iax                   |                                                     | Bitmap                                                                             | IBM Image Acess eXecutive                                                                                   |
| .ibm                   |                                                     | ARCHDOS                                                                            | komprimiertes Dateiarchiv, IBM Internal                                                                     |
| .ibq und .ibp          |                                                     | Teildateien von verarbeiteten Abbilddateien, welche mit IsoBuster erstellt wurden. | IsoBuster Image                                                                                             |
| .ic3d                  |                                                     | 3D Szene-Datei – ohne interne Mathematik                                           | COMPOSE 3D-Viewer                                                                                           |
| .ica                   |                                                     | Bitmap graphic                                                                     | Image Object Content Architecture                                                                           |
| .ica                   |                                                     | Citrix-Verbindungsdatei                                                            | enthält die Parameter für die Verbindung eines Clients zu einem Presentation Server                         |
| .icb                   |                                                     | Targa bitmap                                                                       | – |
| .icbu                  |                                                     | iCal Backup                                                                        | Archivformat von iCal (Mac OS X)                                                                            |
| .icc                   |                                                     | Katalog-Datei                                                                      | IronCad, INOVATE, COMPOSE                                                                                   |
| .icc                   |                                                     | Printer-Datei                                                                      | Kodak |
| .icd                   |                                                     | Datei mit 2D-Zeichnung                                                             | IronCad |
| .icd                   |                                                     | –                                                                                  | Von SafeDisc 1 verschlüsselte, eigentlich ausführbare Datei                                                 |
| .icl                   |                                                     | Icon Library                                                                       | Bibliothek mit Symbolbildern (Icons)                                                                        |
| .icm                   |                                                     | Image Color Matching profile                                                       | – |
| .icn                   |                                                     | Icon set                                                                           | für GEM (für PC-kompatible DOS und Atari ST)                                                                |
| .icn                   |                                                     | Icon source code                                                                   | – |
| .icns                  | image/x-icns                                        | Apple Icon Image                                                                   | Bildschirmsymbol unter macOS                                                                                |
| .ico                   | image/vnd.microsoft.icon                            | Icon                                                                               | Bildschirmsymbol unter Windows                                                                              |
| .ics                   |                                                     | 3D-Scene-Datei                                                                     | IronCad, INOVATE                                                                                            |
| .ics                   | text/calendar                                       | ICalendar-Datei                                                                    | Verschiedene Kalenderprogramme (RFC 5545)                                                                   |
| .id                    |                                                     | Disk identification-Datei                                                          | Generic |
| .idb                   |                                                     | Intermediate-Datei                                                                 | Microsoft Developer                                                                                         |
| .idd                   |                                                     | Instrument Definition Data (?)                                                     | MIDI Instrument Definition                                                                                  |
| .ide                   |                                                     | Project-Datei                                                                      | Borland C++ v4.5                                                                                            |
| .ide                   |                                                     | -                                                                                  | Installationsdatei für Objekte im Spiel GTA                                                                 |
| .idf                   |                                                     | MIDI Instrument Definition                                                         | |
| .idif                  |                                                     | Identification Datei                                                               | Netscape saved address book                                                                                 |
| .idq                   |                                                     | Data Query                                                                         | Internet |
| .idt                   |                                                     | Exportierte Windows-Installer-Datenbank-Tabelle                                    | – |
| .idu                   |                                                     | Austauschdatei                                                                     | Interleaf Desktop Utility                                                                                   |
| .idw                   |                                                     | Vector graphic                                                                     | IntelliDraw                                                                                                 |
| .idw                   |                                                     | Inventor Drawing                                                                   | Autodesk Inventor-Zeichnung (3D-CAD für den Maschinenbau)                                                   |
| .idx                   |                                                     | Index Datei                                                                        | Microsoft Clip Gallery v. 1.x                                                                               |
| .idx                   |                                                     | Index Datei                                                                        | Pro/Engineer                                                                                                |
| .idx                   |                                                     | –                                                                                  | Microsoft Outlook Express Mailbox                                                                           |
| .idx                   |                                                     | Relational database index                                                          | Microsoft FoxPro                                                                                            |
| .idx                   |                                                     | Relational database index                                                          | Symantec Q&A                                                                                                |
| .idx                   |                                                     | Java-Applet Cache Index                                                            | Java Plug-in Control Panel                                                                                  |
| .ifb                   |                                                     | Internet Free Busy (IFB)                                                           | Statusinformation frei / belegt gemäß RFC 2445 für CalDAV                                                   |
| .ifc                   |                                                     | Industry Foundation Classes (IFC)                                                  | buildingSMART data model; modellbasierter Datenaustausch im Bauwesen                                        |
| .ifd                   |                                                     | Form                                                                               | JetForm Design                                                                                              |
| .iff                   |                                                     | Interchange File Format (IFF)                                                      | Containerformat (Amiga), prinzipiell beliebige Daten, meist Bilddaten (ILBM) oder Audiodateien (8SVX)       |
| .ifo                   |                                                     | Information                                                                        | DVD-Videodaten                                                                                              |
| .ifo                   |                                                     | Graphic object layer data                                                          | ImageForge Pro                                                                                              |
| .ifp                   |                                                     | Script-Datei                                                                       | KnowledgeMan                                                                                                |
| .ifs                   |                                                     | Compressed fractal image                                                           | Yuvpak |
| .ifs                   |                                                     | Create executable library                                                          | ImageForge/ImageForge Pro                                                                                   |
| .ifs                   |                                                     | System-Datei                                                                       | OS/2 |
| .igs .iges             | application/iges, model/iges                        | Initial Graphics Exchange Specification (IGES)                                     | Generic |
| .igc                   |                                                     | Segelflug-Logger-Datei                                                             | GPS-Koordinaten zur Flugwegdarstellung                                                                      |
| .igf                   |                                                     | Metafile                                                                           | Inset Systems                                                                                               |
| .iif                   |                                                     | Interchange-Datei                                                                  | QuickBooks für Windows                                                                                      |
| .iii                   | application/x-iphone                                | Intel I-Phone compatible                                                           | Intel I-Phone – steht in Zusammenhang mit Microsoft NetMeeting                                              |
| .iim                   |                                                     | Music module                                                                       | – |
| .ila                   |                                                     | –                                                                                  | lässt sich mit dem LohnViewer (Lohn- und Gehaltsabrechnungen) von Datev lesen                               |
| .ilb                   |                                                     | –                                                                                  | Scream Tracker Datafile                                                                                     |
| .ilbm                  |                                                     | Bitmap                                                                             | pixelorientierte Bilddateien                                                                                |
| .ild                   |                                                     |                                                                                    | File für Lasershow                                                                                          |
| .ildoc                 |                                                     | Dokument                                                                           | Interleaf                                                                                                   |
| .ili                   |                                                     | INTERLIS                                                                           | Datenbeschreibungs-Datei gemäß INTERLIS-Spezifikation                                                       |
| .ilk                   |                                                     | incremental linker                                                                 | Microsoft ILink Program outline                                                                             |
| .im8                   |                                                     | Raster graphic                                                                     | Sun Microsystems                                                                                            |
| .ima                   | application/x-ima                                   | Image                                                                              | WinImage |
| .ima                   | application/dicom                                   | DICOM-Bild                                                                         | – |
| .ima                   |                                                     | Vector graphic                                                                     | EGO, Chart                                                                                                  |
| .imf                   |                                                     | MIDI music File                                                                    | Corridor 7, Blake Stone, Wolfenstein 3D, Spear of Destiny                                                   |
| .img                   |                                                     | DICOM-Bild                                                                         | – |
| .img                   |                                                     | Bitmap graphic                                                                     | GEM, auch Ventura Publisher                                                                                 |
| .img                   |                                                     | kurz für "Image"                                                                   | CD-Image erstellt mit CloneCD                                                                               |
| .img                   |                                                     | Image                                                                              | Diskettenimage, Datenträgerabbild                                                                           |
| .img                   |                                                     | Dateiarchiv                                                                        | Dateiarchiv von GTA III und GTA Vice City (nur Dateicontainer) und GTA San Andreas (integrierte Dateiliste) |
| .imp                   |                                                     | Spreadsheet                                                                        | Lotus Improv                                                                                                |
| .imq                   |                                                     | Image presentation                                                                 | ImageQ |
| .ims                   |                                                     | Create executable library                                                          | IconForge                                                                                                   |
| .imz                   |                                                     | WinImage                                                                           | WinImage-Datei                                                                                              |
| .in$                   |                                                     | Installationsdatei                                                                 | HP NewWave                                                                                                  |
| .in3                   |                                                     | Input device driver                                                                | Harvard Graphics v3.0-Treiber                                                                               |
| .inb                   |                                                     | Test script                                                                        | Vermont High Test                                                                                           |
| .inb                   |                                                     | –                                                                                  | Rebel Assault Backup-Datei                                                                                  |
| .inc                   |                                                     | Include File                                                                       | Assembler language, Active Server (Pages) oder PHP Include-Datei                                            |
| .inc                   |                                                     | Include File                                                                       | Pascal, Borland Delphi, C, C++ SourceCode zum mehrfachen Wiederverwendung in Sourcecode-Dateien             |
| .inc                   |                                                     | –                                                                                  | NetInstall scriptfile                                                                                       |
| .ind                   |                                                     | Index                                                                              | dBase IV |
| .ind                   |                                                     | Shared Database-Datei                                                              | Specifically in Microsoft Windows                                                                           |
| .indb                  |                                                     | InDesign Book                                                                      | Adobe InDesign Buchdokument                                                                                 |
| .indd                  |                                                     | InDesign Document                                                                  | Adobe InDesign Dokument                                                                                     |
| .indl                  |                                                     | InDesign Library                                                                   | Adobe InDesign Bibliothek                                                                                   |
| .indt                  |                                                     | InDesign Template                                                                  | Adobe InDesign-Vorlage                                                                                      |
| .inf                   | application/inf                                     | Setup-Informationen                                                                | Enthält Geräte-/Softwareinstallationsinformationen für Windows                                              |
| .inf                   |                                                     | Type I LaserJet font information                                                   | – |
| .info                  |                                                     | Piktogramm                                                                         | Amiga-Icon für Dateien mit Informationen, wie z. B. Position der Datei auf dem Desktop                      |
| .ini                   |                                                     | Bank setup File                                                                    | Gravis UltraSound                                                                                           |
| .ini                   |                                                     | Setup-Datei                                                                        | MWave DSP synth's mwsynth.ini GM                                                                            |
| .ini                   | text/x-ini                                          | Initialisierungsdatei                                                              | Konfigurationsdatei für Programme unter MS-DOS, FreeDOS, DR-DOS und Windows                                 |
| .ink                   |                                                     | Pantone reference fills-Datei                                                      | CorelDRAW                                                                                                   |
| .inl                   |                                                     | Inline function-Datei                                                              | Microsoft Visual C++                                                                                        |
| .ino                   |                                                     | Arduino Datei                                                                      | Quelltext für die Arduino IDE zur Programmierung von Mikrocontrollern                                       |
| .inp                   |                                                     |                                                                                    | Hilfsdatei für Sony Kamera Videos                                                                           |
| .inp                   |                                                     | Source code für form,                                                              | Oracle, version 3.0 and earlier                                                                             |
| .inrs                  |                                                     | INRS-Telecommunications audio                                                      | – |
| .ins                   |                                                     | Datafile                                                                           | WordPerfect für Windows                                                                                     |
| .ins                   |                                                     | Install script                                                                     | InstallShield                                                                                               |
| .ins                   |                                                     | Installation script                                                                | 1st Reader                                                                                                  |
| .ins                   |                                                     | Instrument-Datei                                                                   | Ensoniq EPS Family                                                                                          |
| .ins                   |                                                     | Instrument music Datei                                                             | Adlib |
| .ins                   |                                                     | Sample                                                                             | Cell/II MAC/PC instruments                                                                                  |
| .ins                   | application/x-internet-signup                       | Sign-up-Datei                                                                      | X-Internet                                                                                                  |
| .int                   |                                                     | Interfaced units                                                                   | Borland |
| .int                   |                                                     | Intermediate executable code                                                       | Produced when a source program is syntax-checked                                                            |
| .int                   |                                                     |                                                                                    | Hilfsdatei für Sony Kamera Videos                                                                           |
| .inx                   |                                                     | InDesign Interchange                                                               | Austausch- und Reparaturformat für Adobe InDesign                                                           |
| .inx                   |                                                     | Index-Datei                                                                        | Foxbase |
| .io                    |                                                     | Compressed archive                                                                 | Cpio |
| .iob                   |                                                     | 3D graphics database                                                               | TDDD format (3D data description)                                                                           |
| .ioc                   |                                                     | Organizational chart                                                               | Instant ORGcharting!                                                                                        |
| .iof                   |                                                     | Findit document                                                                    | Microsoft Findit                                                                                            |
| .ion                   |                                                     | file descriptions                                                                  | 4DOS descript.ion (Textdatei), enthält Datei-Beschreibungen                                                 |
| .iop                   |                                                     | ISOBUS Objekt Pool                                                                 | wtk Maskengenerator 2                                                                                       |
| .ipa                   |                                                     | iOS App Store Package                                                              | Anwendungen für Geräte mit Apple-iOS-Betriebssystem                                                         |
| .ipf                   |                                                     | Interchangeable Preservation Format                                                | Archiv-Format für Datenträger                                                                               |
| .ipl                   |                                                     | Pantone Spot reference palette                                                     | CorelDRAW                                                                                                   |
| .ipl                   |                                                     | -                                                                                  | Kartendatei für das Spiel GTA                                                                               |
| .ips                   |                                                     | International patching system                                                      | binäre Patchdatei                                                                                           |
| .ipsw                  |                                                     |                                                                                    | iPod and iPhone Software Update File                                                                        |
| .ipt                   |                                                     | Inventor Part                                                                      | Autodesk Inventor-Bauteil (3D-CAD für den Maschinenbau)                                                     |
| .ipynb                 |                                                     | Jupyter Notebook                                                                   | Die Entwicklung des Formats begann im Projekt IPython, daher das „i“.                                       |
| .iqf                   |                                                     | Program Data                                                                       | Programm für DDC Controller TREND durch ACE generiert                                                       |
| .iqy                   |                                                     | Internet inquiry                                                                   | Microsoft Internet Information Server                                                                       |
| .iq2                   |                                                     | Program Data                                                                       | Programm für DDC Controller TREND, durch SET generiert                                                      |
| .irr                   |                                                     | Irrlicht 3D                                                                        | Auf C++ basierende Engine für 3D-Spiele                                                                     |
| .irs                   |                                                     | Resource-Datei                                                                     | WordPerfect für Windows                                                                                     |
| .isd                   |                                                     | Spell checker dictionary                                                           | RapidFile                                                                                                   |
| .ish                   |                                                     | Compressed archive                                                                 | ISH |
| .iso                   |                                                     | ISO                                                                                | International-Organization-for-Standardization-Tabelle                                                      |
| .iso                   | application/x-iso9660-image, application/x-cd-image | ISO 9660-Dateisystem                                                               | CD-Image mit ISO 9660-Dateisystem                                                                           |
| .isp                   | application/x-internet-signup                       | Sign-up-Datei                                                                      | X-Internet                                                                                                  |
| .ist                   |                                                     | Instrument                                                                         | Instrumenten-Datei des Digitaltracker                                                                       |
| .isu                   |                                                     | Uninstall script                                                                   | InstallShield                                                                                               |
| .it                    | audio/it                                            | Impulse Tracker                                                                    | Trackermodul (Musikformat) des Impulse Trackers                                                             |
| .it                    |                                                     | Settings-Datei                                                                     | intalk |
| .itc                   |                                                     | iTunes Covers                                                                      | iTunes Cover Datei                                                                                          |
| .itf                   |                                                     | Interface-Datei                                                                    | JPI Pascal TopSpeed                                                                                         |
| .itl                   |                                                     | iTunes Library                                                                     | iTunes-Medien-Bibliothek-Datei                                                                              |
| .iti                   |                                                     | Impulse Tracker Instrument                                                         | Instrumenten-Datei von Impulse Tracker                                                                      |
| .ITR                   |                                                     |                                                                                    | Kennzeichnung einer Datei als Insolvenzdatenübergabedatei                                                   |
| .its                   |                                                     | Impulse Tracker Sample                                                             | Sample-Datei von Impulse Tracker                                                                            |
| .itz                   |                                                     | Impulse Tracker zipped                                                             | komprimiertes Trackermodul (Musikformat) von Impulse Tracker                                                |
| .iv                    | application/x-inventor                              | Open Inventor Datei                                                                | 3D Computergrafikformat. Ähnlich VRML. Zwei Modi: ASCII und Binär                                           |
| .ivd                   |                                                     | Microdata dimension or variable-level                                              | Beyond 20/20                                                                                                |
| .ivp                   |                                                     | User subset profile                                                                | Beyond 20/20                                                                                                |
| .ivt                   |                                                     | Table or aggregate data                                                            | Beyond 20/20                                                                                                |
| .ivx                   |                                                     | Microdata directory                                                                | Beyond 20/20                                                                                                |
| .iw                    |                                                     | Presentation flowchart                                                             | IconAuthor-HSC Interactive                                                                                  |
| .iw                    |                                                     | Screensaver                                                                        | Idlewild |
| .iwa                   |                                                     | Text-Datei                                                                         | IBM Writing Assistant                                                                                       |
| .iwc                   |                                                     | Install Watch document                                                             | – |
| .iwm                   |                                                     | Start-Datei                                                                        | IconAuthor                                                                                                  |
| .iwp                   |                                                     | Textdokument                                                                       | Wang, verwendet auf Bildschirm-Schreibmaschinen von Olivetti                                                |
| .izt                   |                                                     | Binary token-Datei                                                                 | – |